# Кнежје
Кнежје (мкд. Кнежје) је насеље у Северној Македонији, у средишњем делу државе. Кнежје је село у саставу општине Свети Никола.

## Географија
Кнежје је смештено у средишњем делу Северне Македоније. Од најближег града, Штипа, насеље је удаљено 30 km северозападно.
Насеље Кнежје се налази у историјској области Овче поље. Село је смештено у северозападном делу поља, на месту где се из поља издижу источне падине Градиштанске планине. Надморска висина насеља је приближно 400 метара.
Месна клима је умерено континентална.

## Становништво
Кнежје је према последњем попису из 2002. године имало 86 становника.
Већинско становништво су етнички Македонци (100%).
Претежна вероисповест месног становништва је православље.